# Lebendig Begraben

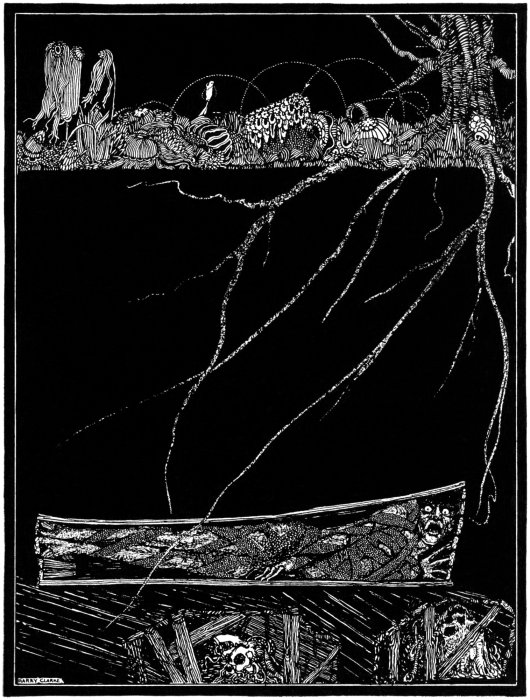
Illustration (1919) von Harry Clarke zu Edgar Allan Poes Vorzeitiges Begräbnis (1844)

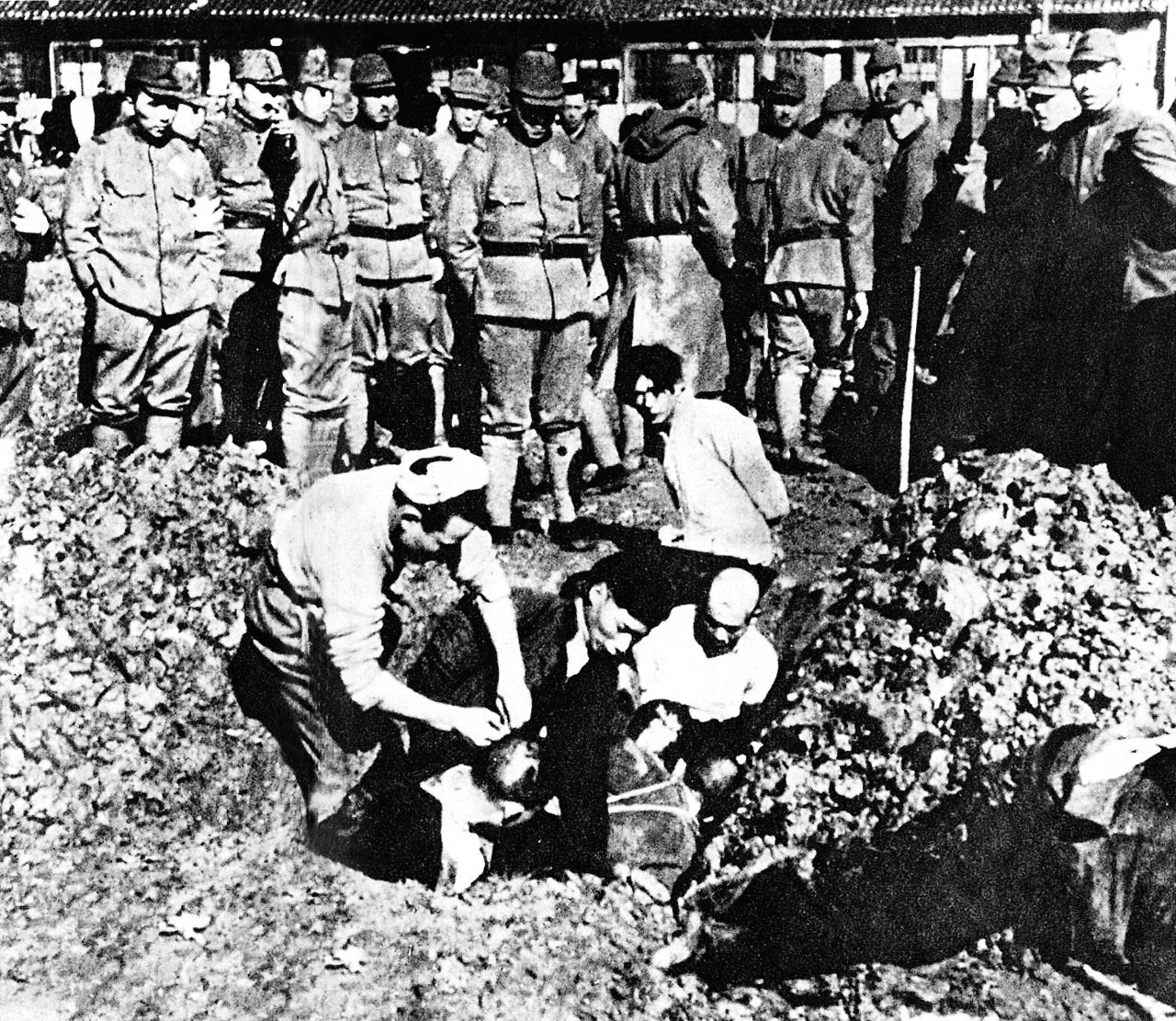
Chinesische Zivilisten werden von japanischen Soldaten beim Nanking-Massaker lebendig begraben.

Eine Person lebendig zu begraben ist als Opferungsart oder Hinrichtungsart seit dem Altertum bekannt. Aufgrund von unzureichenden medizinischen Kenntnissen kam es bis in die Neuzeit zu versehentlichen Bestattungen von Scheintoten. Die Angst davor wird als Taphephobie bezeichnet.
Bis heute werden bei der Ermittlung zum Hergang von Tötungsdelikten immer wieder Fälle von lebendigem Begraben bekannt. Darüber hinaus wird das Thema in zahlreichen künstlerischen und literarischen Darstellungen aufgegriffen.

## Reale Fälle

### Historische Beispiele
Im Römischen Reich wurden vestalische Jungfrauen in Fällen von Unkeuschheit (crimen incesti) lebendig begraben. Während ihrer Amtszeit als Priesterinnen hüteten die Vestalinnen das Feuer der Stadt Rom. Ihre Keuschheit war religiöse Pflicht und versinnbildlichte die Reinheit der Stadt von göttlichem Unheil. Ein inszenierter Leichenzug begleitete die Vestalin nach ihrer Verurteilung zur Porta Collina, wo die Hinrichtung vollstreckt wurde. Der Vestalin wurden in ihrem Grab Nahrungsmittel beigegeben, vermutlich um die Gemeinschaft von dem Vorwurf der direkten Tötung freizusprechen. Anschließend wurde der Liebhaber auf dem Comitium mit einem Flagrum durch den pontifex maximus zu Tode gegeißelt. Plinius der Jüngere beschreibt detailliert die Hinrichtung der Vestalin Cornelia als „Sühneopfer“ des mit politischen Schwierigkeiten kämpfenden Kaisers Domitian.
Außerdem wurden in Rom in den Jahren 228, 216 und 114/3 v. Chr. je ein Paar Griechen und Gallier zur Abwendung gegenwärtiger militärischer Notlagen auf dem Forum Boarium lebendig begraben. Belege für diese wohl spätesten altrömischen Menschenopfer finden sich besonders in der christlich-apologetischen Geschichtsschreibung. Die Auswahl dieser Personengruppen beruhte möglicherweise auf der überlieferten Zerstörung Trojas, der Sage nach Ursprungsstadt der Römer, durch die Griechen sowie der Zerstörung Roms im Jahre 387 v. Chr. durch die Gallier. Es ist allerdings wahrscheinlicher, dass die Opferwahl auf Einflüsse der Etrusker zurückgeht, also aus einer Zeit stammt, in der die großen äußeren Feinde Roms eben Griechen und Kelten (Gallier) waren.
Die Bücherverbrennung und das Begraben von Gelehrten bei lebendigem Leibe waren großangelegte Maßnahmen des ersten Kaisers von China, Qin Shihuangdi (259 v. Chr.–210 v. Chr.).
Mit der Bambergischen Peinlichen Halsgerichtsordnung von 1516 galt das Begraben bei lebendigem Leib als Strafe für Frauen, die ihr Neugeborenes töteten.

### Beispiele aus der Neuzeit
Bis heute kommt es zu Fällen, in denen Menschen lebendig begraben werden. Dies geschieht in der Regel entweder als Hinrichtungsart, zur Vertuschung einer Straftat (insbesondere Vergewaltigung) oder im Rahmen einer Witwenverbrennung.
Zu den bekannteren Beispielen aus der Neuzeit zählen unter anderem folgende:
- Ngô Đình Khôi (1885–1945) wurde  von der Việt Minh gemeinsam mit seinem Sohn lebendig begraben.[3]
- Gale Benson (1944–1972)
- 1994 Ermordung der amerikanischen Teenagerin Lisa Rene
- Zwei weibliche Opfer des belgischen Mörders und Sexualstraftäters Marc Dutroux und seiner Komplizin Michelle Martin verhungerten 1996 in einem Verlies.
- 2005 die Ermordung der neunjährigen Jessica Lunsford führte in den USA zum Erlass des sogenannten „Jessica-Gesetzes“, welches längere Haftstrafen und eine lebenslange Verfolgung von Sexualstraftätern ermöglicht, deren Opfer Kinder unter 12 Jahren waren.[4]

## Künstlerische Darstellungen
Sowohl in der bildenden Kunst, als auch in der Musik und der Literatur beschäftigen sich die Menschen schon seit Jahrhunderten mit unterschiedlichen Darstellungen von (erzwungenen) Bestattungen lebender Personen. Diese können sowohl „klassisch“, in einem Sarg, auf einem Friedhof erfolgen, als auch durch Einmauerung oder eine „erweiterte Beerdigung“ (z. B. bei der Witwenverbrennung). Insbesondere in modernen Büchern oder Filmen überleben die Protagonisten ihr vorzeitiges Begräbnis oftmals, um anschließend Rache an ihren Peinigern zu nehmen.
Während die künstlerischen Darstellungen überwiegend fiktiv sind, oder auf Legenden bzw. Überlieferungen beruhen, gilt dies nicht für die (auf einer Illustration vertretene) Sonderform der in Indien praktizierten Witwenverbrennung. Diese ist zwar offiziell verboten, kam aber nachweislich bis in die 1980er Jahre, bei der Bestattung des Ehemannes zur Anwendung.

### Kunst und Malerei

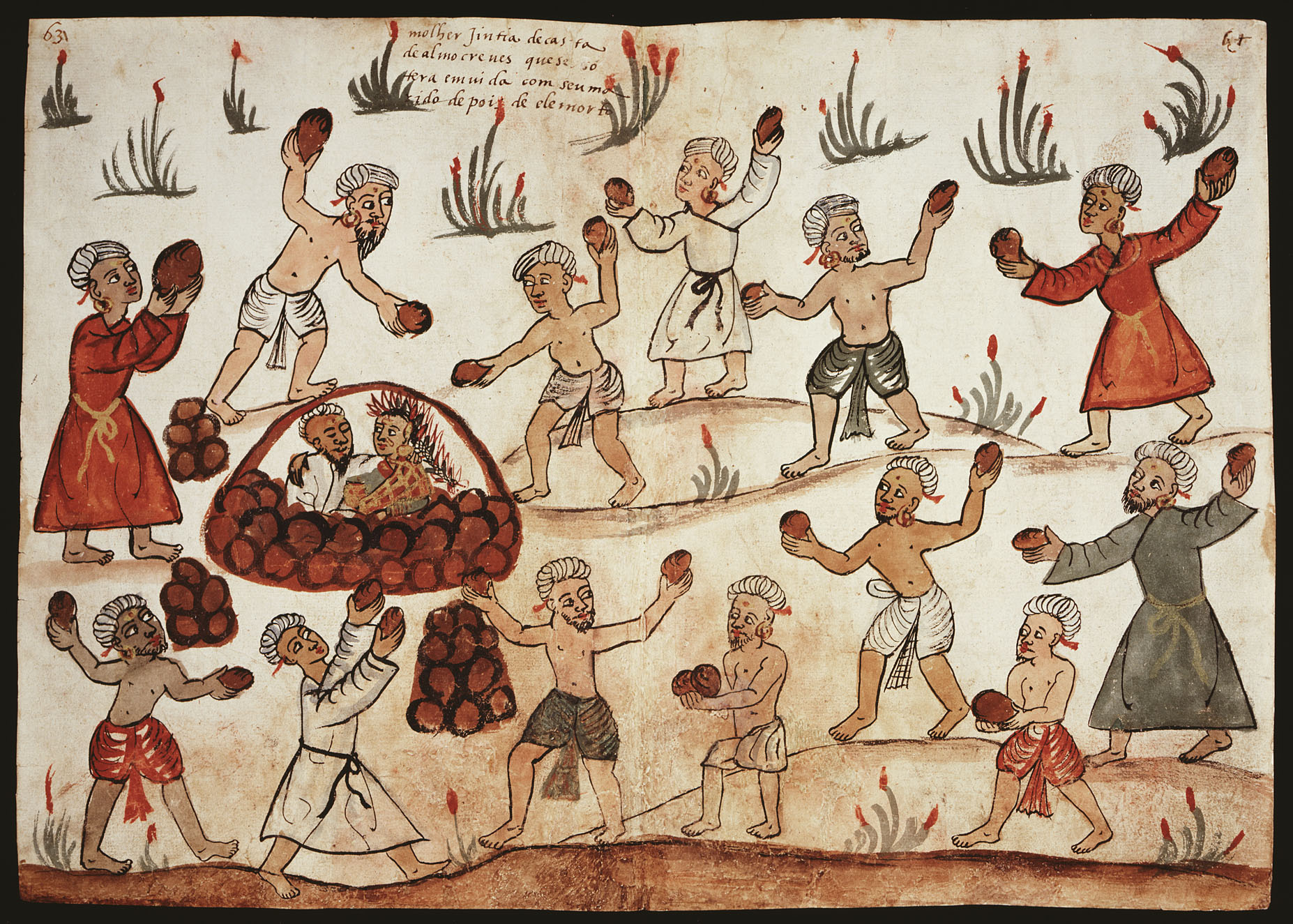
Darstellung einer hinduistischen Beerdigung mit Witwenverbrennung (um 1540)
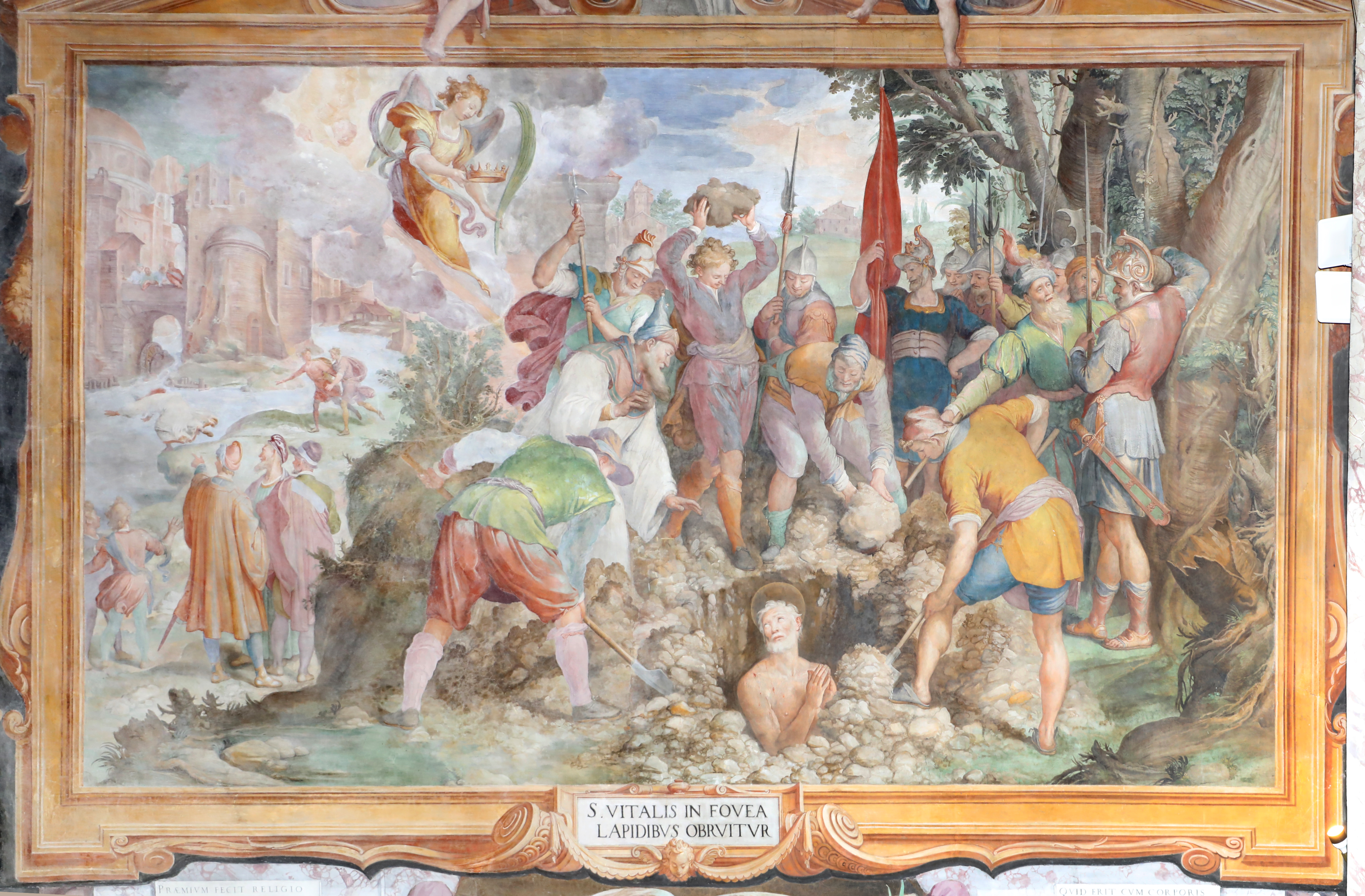
Agostino Ciampelli, ca. 1595–1599, San Vitale, Rom
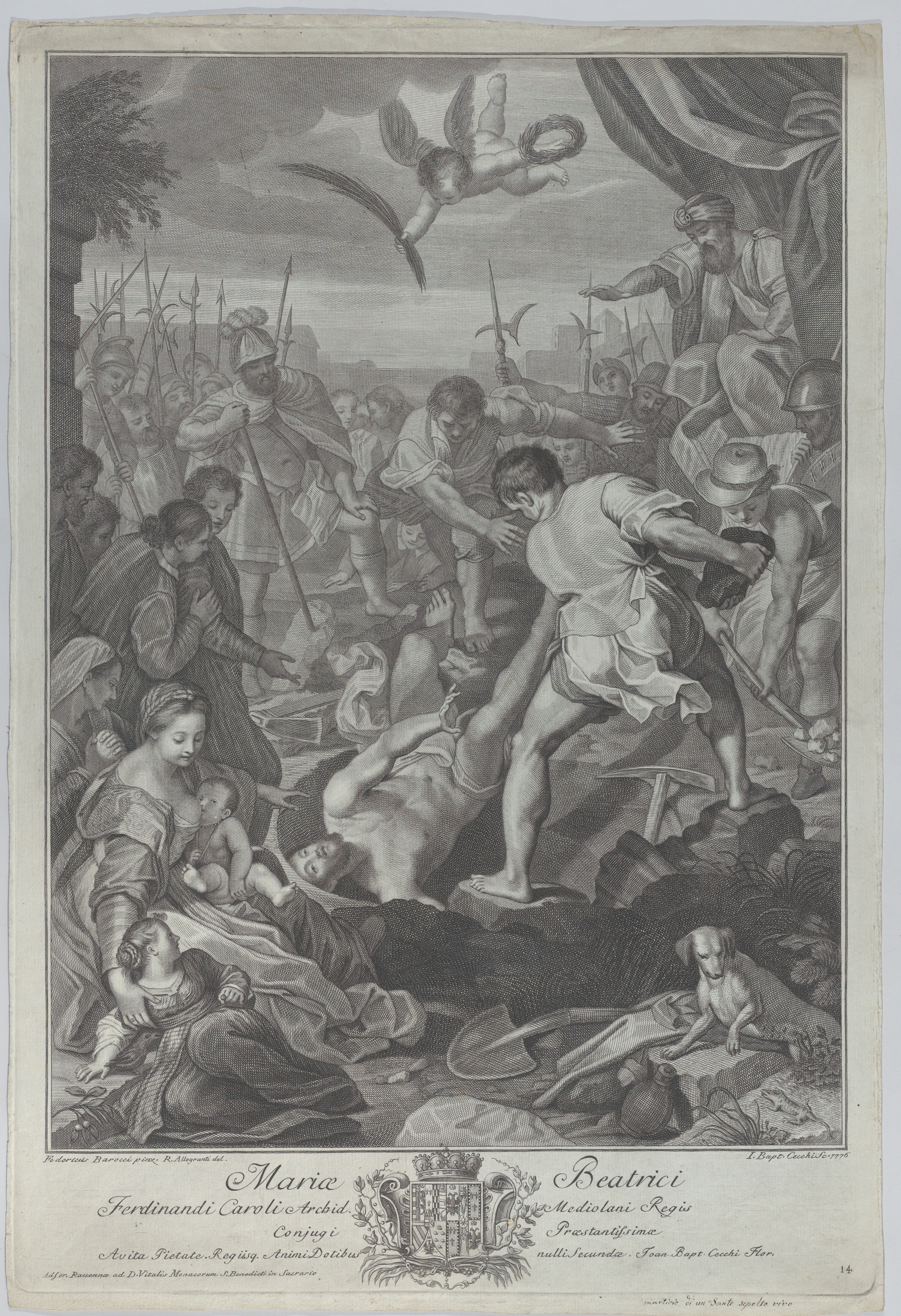
Darstellung des Vitalis, der angeblich lebendig begraben wurde, von Giovanni Battista Cecchi, von 1776, im MET
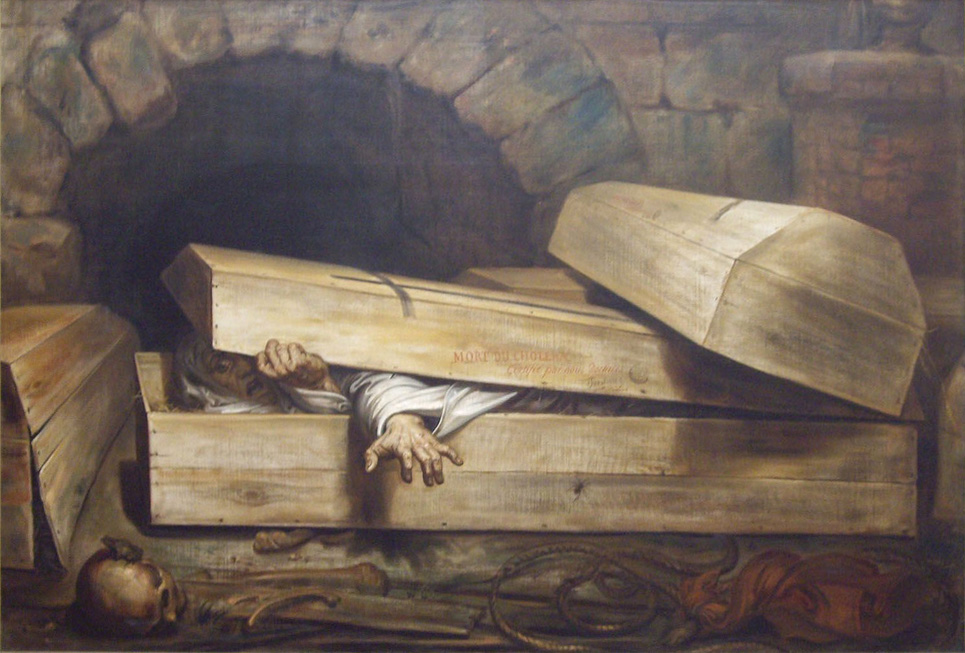
Antoine Joseph Wiertz: Der lebendig Begrabene von 1854
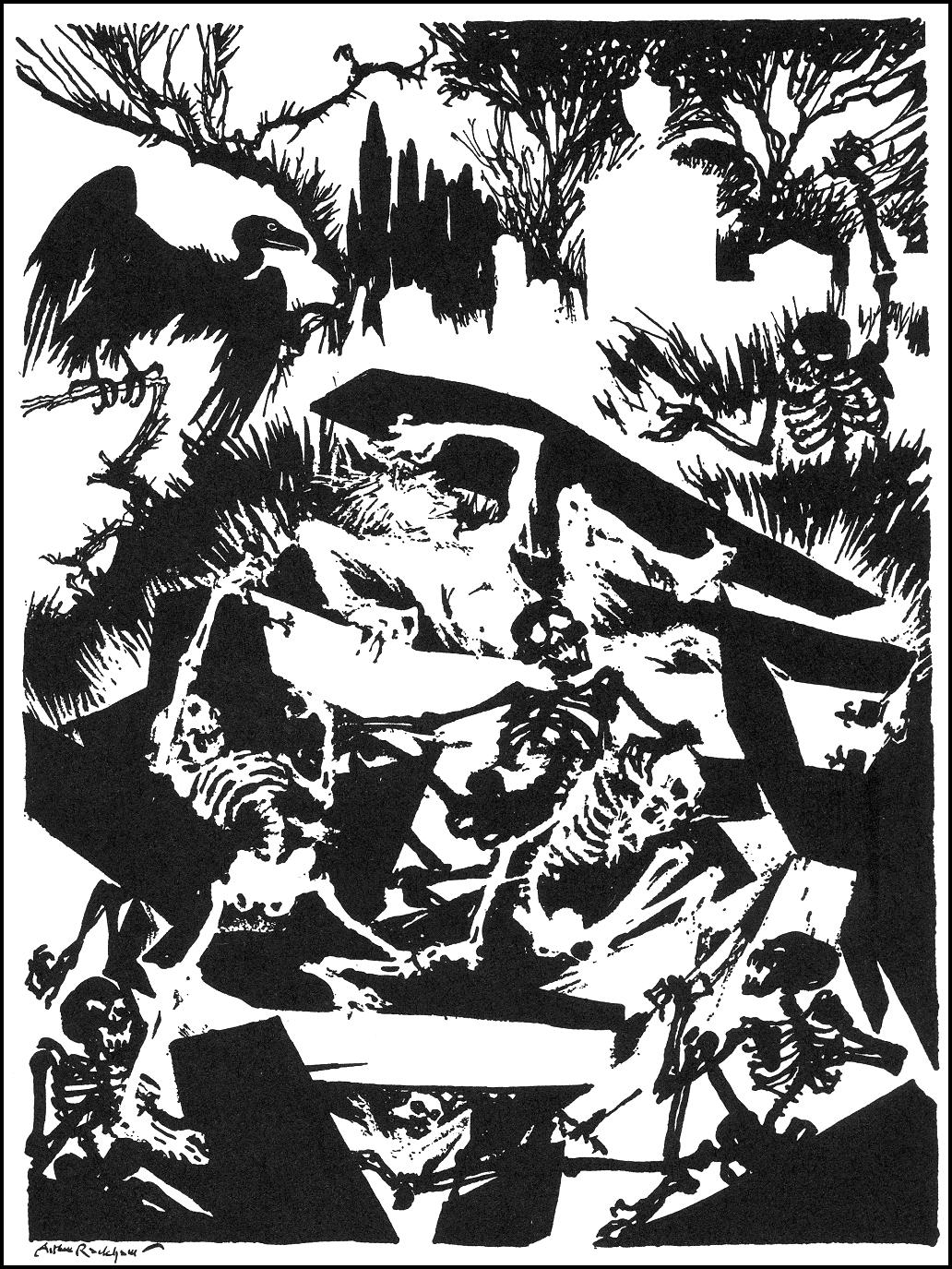
Arthur Rackham, Illustration zum „vorzeitigen Begräbnis“ von Edgar Allan Poe 1935

Die Künstlergruppe „monochrom“ betreibt seit 2005 ein Projekt namens „Buried Alive“, bei dem sie Personen ermöglicht, sich für 15 Minuten lebendig begraben zu lassen.

### Belletristik
Die Angst, lebendig begraben zu werden, wird als Motiv in der Literatur immer wieder aufgegriffen (→ Taphephobie in Literatur, Film und Kunst).
- Marquis de Sade hatte nicht nur selbst Angst davor lebendig begraben zu werden, sondern tat dies auch seinen fiktiven Romanfiguren an (z. B. in Juliette, 1776)[6]
- Edgar Allan Poe: Das vorzeitige Begräbnis, schwarzhumorige Kurzgeschichte von 1844.[7]
- Tim Krabbés: Roman Das goldene Ei (1984) wurde mehrfach verfilmt (Spurlos verschwunden und Spurlos)[7]
- Karin Slaughter: Gottlos(2005)[8]
- Stieg Larsson: in dem Roman Verdammnis, von 2009 wird die Protagonistin Lisbeth Salander angeschossen in einem ausgehobenen Grab beerdigt.[9]

### Filme und Serien
Es handelt sich hierbei um eine Auswahl ohne Anspruch auf Vollständigkeit. Zusätzlich zu den hier genannten fiktiven Darstellungen gibt es auch True-Crime-Dokumentationen über wahre Fälle, wie beispielsweise die Darstellung des Falles von Lisa Rene († 1994), der 2001 in der 1. Episode der 4. Staffel der amerikanischen Fernsehserie FBI aufgegriffen wurde.
Filme:
- 1962: Lebendig begraben, USA, Horrorfilm von Roger Corman[7]
- 1988: Spurlos verschwunden, NL/FR, Thriller von George Sluizer[7]
- 2004: Kill Bill – Volume 2, USA, in dem 2. Teil des Rache-Epos von Quentin Tarantino, kämpft sich Uma Thurman aus dem Sarg[7]
- 2009: Dolan’s Cadillac, USA, Psychothriller, Jeff Beesley
- 2010: Buried – Lebend begraben, ESP, Thriller von Rodrigo Cortés[7]
- 2012: I Spit on Your Grave 2, USA, Rape-and-Revenge-Film von Steven R. Monroe

Serien:
- Herschel Daugherty: US-Fernsehserie Thriller, Staffel 2, Episode 11: Dialogues with Death (1961)[11]
- In der Episode "Perfekte Flucht" aus der Neuauflage der Serie Alfred Hitchcock präsentiert (1989) plant die Protagonistin in der 4. Folge der 2. Staffel ihre Flucht aus dem Gefängnis, indem sie sich in einem Sarg zusammen mit einer Leiche versteckt und ein Komplize sie kurz nach dem Begräbnis befreien soll. Im Sarg stellt sie entsetzt fest, dass die Leiche neben ihr der Komplize ist.[12]
- 2014: The Umbrella Academy, Staffel 4, Folgen 4 und 5; in seiner Rolle als „Klaus“ wird Robert Sheehan lebendig im Grab eines Windhundes auf einem Tierfriedhof bestattet. Das Name des Hundes lautet „Thunderbolt“, was als Hommage an den gleichnamigen Protagonisten verstanden werden kann, den Clint Eastwood 1974 in der Actionkomödie „Die Letzten beißen die Hunde“ spielte.

### Musik
Einige Beispiele (Auswahl)
- Giuseppe Verdi: Aida (1841); der Feldherr Radames als Verräter lebendig eingemauert. Seine (vermeintlich gerettete) Geliebte Aida hatte sich zuvor in der Grabkammer versteckt, um freiwillig mit ihm zu sterben.
- Venom: Buried Alive auf dem Album Black Metal von 1982[13]
- Eisregen: In der Grube auf dem Album Zerfall (1998)[14]
- Welle: Erdball: Lebendig begraben auf dem Album Der Sinn des Lebens von 1998,[15]
- Shyne (Rapper): Album von 2004: Godfather Buried Alive
- Front Line Assembly: Buried Alive, auf dem Album Artificial Soldier (2006)
- Dame: Lebendig Begraben, Album von 2015